# Sénou
Sénou est une localité malienne, chef-lieu de la commune rurale de Kémékafo et chef-lieu d'arrondissement dans le Cercle de Dioïla (région de Dioïla),.

## Géographie
La localité de Sénou est située sur la route régionale RR12 (axe Dioïla-Bougouni) à 44 km au sud-ouest du chef-lieu régional Dioïla et à 27 km à l'ouest de N'Golobougou sur la route nationale 30 (axe Koumantou-Dioïla).

## Infrastructures et services
Lors du recensement de 2009, la localité est desservie par les services suivants. :
- deux écoles
- deux formations de santé
- un marché
- 3 points d'eau
- une banque de céréales